# Jérémy Poret
Pour les articles homonymes, voir Poret.
Jérémy Poret, né le 22 mai 1988 à Rillieux-la-Pape, est un pilote française de motomarine (jet-ski) à bras. Il est multi-champion du monde UIM et IJSBA.

## Biographie
Il est issu d'une famille de Beynost dans l'Ain en France, où il vit et travaille toujours en 2021.

### Jet-ski
il commence le jet-ski à l'âge de 6 ans. Il participe à sa première compétition en Suisse, alors qu'il est âgé de 14 ans.
Il est professionnel de 2010 à 2015 en jet-ski à bras.
En 2021, son palmarès compte huit titres de champion de monde IJSBA et sept titres de champion de monde UIM.

### Sport automobile
Il participe au Rallye d'Andalousie 2021 eu duo avec son cousin germain Brice Aloth.
Toujours avec Brice Aloth en tant que copilote, il participe au Rallye Dakar 2022 au volant  d'un SSV CAN-AM MAVERICK XRS,,.

## Éléments de palmarès jet-ski
2010
- Champion d'Europe
- 2e aux championnats du monde (UIM)

2011
- Champion du Monde Ski Élite (UIM)

2012
- Champion de France Ski Elite
- Champion du Monde Ski Élite Slalom (UIM)

2013
- Champion du Monde Ski Élite (UIM)
- Champion de France Ski Elite
- 4e aux World Finals IJSBA Pro Ski Open
- 4e aux World Finals IJSBA Ski GP

2014
- Champion du Monde Ski Élite Slalom (UIM)
- Champion de France Ski Elite

2015
- Champion de France Ski Elite
- 1er aux World Finals IJSBA
- 1er au Jetcross World Cup

2016
- Champion du Monde
- Champion de France Ski Elite
- 1er aux World Finals IJSBA
- 1er au Jetcross World Cup
- 1er King's cup

2017
- Champion du Monde
- Champion de France Ski Elite
- 1er aux World Finals IJSBA
- 1er au Jetcross World Cup
- 1er King's cup

2019
- Champion du Monde
- 1er aux World Finals IJSBA
- 1er au Jetcross World Cup
- 1er King's cup